# تاريخ مدينة مكسيكو
تأسست المدينة التي تُعرف اليوم باسم مدينة مكسيكو في عام 1324 وكان اسمها حينئذ مكسيكو تينوتشتيتلان، وبعد مرور قرن من الزمن أصبحت مدينة مستقلة ذاتيًا والمهيمنة في التحالف الآزتيك الثلاثي، الذي شُكّل عام 1430 من تينوتشتيتلان وتيكسيكوكو وتلاكوبان. وُجد في تينوتشتيتلان في أوج ازدهارها معابد وقصور هائلة ومركز احتفالي ضخم ومساكن خاصة برجال الدين والسياسية والعسكر والتجار. قُدر عدد سكانها ب 100,000 على الأقل وربما يكون قد وصل حتى 200,000 في 1519 حين اكتشفها الإسبان.
أصبحت مدينة تينوتشتيتلان مدينة محاصرة ومدمّرة خلال المرحلة الأخيرة من الغزو الإسباني لإمبراطورية الآزتيك. أدرك إرنان كورتيس الأهمية الاستراتيجية والرمزية التي تملكها عاصمة الآزتيك فأسس مدينة مكسيكو عاصمة الإسبان في الموقع ذاته، وقد أعيد بناء المركز الاحتفال والسياسي الأزتيكي على وجه التحديد ليشكّل الساحة الرئيسيّة «البلاثا مايور»، غالبًا ما يُشار إليها باسم الزوكالو. يعود تاريخ أقدم المعالم المعمارية لمدينة مكسيكو إلى فترة بداية الغزو. ما تزال العديد من أبنية الفترة الاستعمارية قائمة وقد حوّل عدد منها إلى مبان حكومية ومتاحف. أصحبت مدينة مكسيكو مركزًا للمؤسسات السياسية والدينية نظرًا لاتخاذ المدينة من قبل نائب الملك الإسباني ورئيس أساقفة إسبانيا الجديدة كمقر لهما، بالإضافة إلى كون المدينة مركزًا للنشاطات الاقتصاديّة ومكانًا أقامت فيه النخبة الاجتماعية خلال فترة استعمار المكسيك (1521-1821). بُني في مدينة مكسيكو منازل التجار الكبار ومثّلت المكان الذي عاشت فيه النخبة الاقتصادية في البلاد، حتى ولو أن مصدر ثروتهم كان في أماكن أخرى. أدّى بناء القصور والمنازل الفخمة بكثافة عالية في ما يُعرف اليوم بالمركز التاريخي لمدينة مكسيكو إلى تلقيب مدينة بلقب «مدينة القصور»، غالبًا ما يُعزى إطلاق هذا اللقب إلى العلامة الكبير ألكسندر فون هومبولت، ربما تم هذا عن طريق الخطأ. أيضًا فقد شكّلت مركزًا تعليميًا رئيسيًا، إذ تأسست جامعة مكسيكو عام 1533 كجزء من مجمع البلاثا مايور.
أدّت موافقة الملك على فكرة تدريب رجال الناهو ليصبحوا قساوسة مسيحيين إلى تأسيس كلية دي سانتا كروز دي تلاتيلولكو ضمن أحد قسمي العاصمة التي يحكمها مجلس المدينة الناهوني (كابيلدو). أيضًا أسّسِ على أرض العاصمة العديد من المعاهد الدينية ذلك لتعليم أبناء النخبة الإسبانية. احتوت المدينة على العدد الأكبر ضمن المستعمرة من الأشخاص أصحاب الأصول الإسبانية (كلا البينينسولاريين المولودين في شبه الجزيرة الأيبيرية وكذلك الريولوسيين المولودين في الولايات المتحدة)، بالإضافة إلى احتواء المدينة على أعلى تركيز من السكان مختلطي العرق (الكاستا) ضمن المستعمرة. أيضاُ فقد عاش العديد من الهنود خارج مركز العاصمة.
ظلت مدينة مكسيكو أكبر مدن البلاد وأكثرها أهمية منذ إعلان الاستقلال في 1821 وحتى الفترة الحالية. بعد الاستقلال، استولت القوات الأمريكية على المدينة خلال فترة الحرب الأمريكية المكسيكية، وشهدت قيام أعمال عنف خلال فترة حرب الإصلاح والتدخّل الفرنسي كذلك خلال الثورة المكسيكية. بلغ عدد سكان المدينة في بداية القرن العشرين حوالي 500,000 نسمة. اتسم تاريخ المدينة في القرن العشرين والواحد والعشرين بالزيادة الهائلة في عدد السكان والمشاكل التي رافقت ذلك. تدهوَر مركز المدينة. واجهت الحكومة صعوبات في تأمين الخدمات الأساسية، لكن خفف بناء ميترو مدينة مكسيكو من بعض المشاكل الرئيسية المتعلّقة بالنقل.
أصبح الدخان يمثّل مشكلة خطيرة خصوصًا مع ظهور مدن الصفيح، والتي أسّسها فقراء البلاد الذين هاجروا إلى المدينة. منذ حصول زلزال مكسيكو في 1985 الذي خلّف دمارًا هامًا في مركز المدينة، بذِلت الجهود لحل البعض من هذه المشاكل. قام رجل الأعمال وفاعل الخير كارلوس سليم عام 2000 بإنشاء مؤسسة تهدف إلى إعادة إحياء المركز التاريخي بالإضافة إلى مواقع أخرى تقع بالقرب من كنيسة عذراء غوادلالوبي.

## الغزو الإسباني وإعادة تأسيس المدينة

### غزو تينوشتيتلان

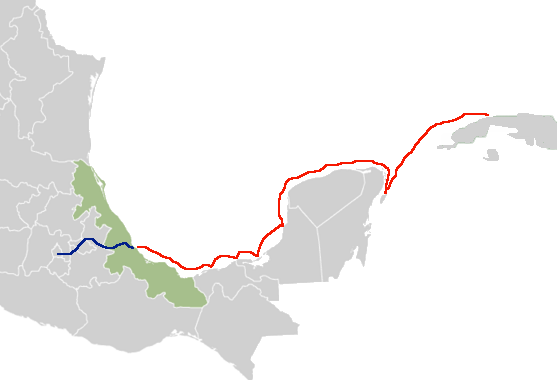
الطريق الذي سلكه كورتيس إلى تينوشتيتلان

بعد أن حط الإسبان بالقرب من المدينة المعروفة اليوم باسم فيراكروز، سمع إرناز كورتيس عن المدينة العظيمة وتعلم أيضًا عنها من المنافسين الدائمين لهذه المدينة. على الرغم من أن كورتيس قدم إلى المكسيك مع مجموعة صغيرة جدًا من الإسبان لكنه استطاع أن يقنع العديد من الشعوب الأصلية بمساعدته في تدمير تينوشتيتلان.
سُرّت هذه الشعوب المتحالفة لمدة من الزمن بوصول الأوربيين على أمل خلق عالم متحرّر من هيمنة الآزتيكيين. لكن وعلى الجهة المقابلة فقد كان هدف الإسبان هو أن يستفيدوا وحدهم من تدمير تينوشتيتلان، فقيّدوا حرية الشعوب الأصلية، وجعلوهم خاضعين لهم أكثر من مدى خضوعهم للآزتيك.
كان زعيم الأزتيك مونتزوما يسمع روايات عن وصول الأوربيين مذ حطت سفنهم (التي أبلِغ عنها بكونها أبراج أو جبال صغيرة في البحر الشرقي) في يوكاتان المعروفة اليوم بفيراكروز. تُشير الروايات المأخوذة من المصدر مباشرة إلى أن الآزتيكيين كانوا نوعاَ ما تحت الانطباع بأن كورتيس هو الإله كيتزالكواتل. ذلك بسبب هذه التقارير وبسبب الاتجاه الذي قدمت منه السفن ولأن لون جلد الإسبان الفاتح ولحيتهم الطويلة وشعرهم القصير تناسب مع نبوءة عودة الإله كيتزالكواتل. هذا ما حفّز مونتزوما على إرسال الهدايا إلى الإسبان عندما وصلوا فيراكوز.
شاهد كورتيس تينوشتيتلان أول مرة في 8 نوفمبر 1519. عندما نظر كورتيس ورجاله إلى المدينة للمرة الأولى «ذهلوا بمدى جمالها وحجمها....». سار الإسبان إلى المدينة عبر الجسر الأرضي الذي ربط المدينة بإزتابالابا. امتلأت الأبراج والمعابد والزوارق بالحشود التي اجتمعت لتشاهد الرجال الغرباء وأحصنتهم. خرج مونتزوما من وسط تينوشتيتلان إلى الطريق وقام بإلقاء التحية عليهم. التقى الموكبان عند مدخل المدينة. كان مونتزوما ضمن نقالة مكسوة بغطاء من القطن الناعم ويحملها عدد من الأمراء. خرج من النقالة وتبادل الزعيمان الهدايا. قاد الآزتيكيون الإسبان إلى قلب المدينة وقدّم لهم مونتزوما مزيدًا من الهدايا وأعطاهم منازل فاخرة ليقيموا فيها. لكن اعتبر شعب الآزتيك أن مونتزوما كان متحمسًا وسخيا جدًا مع القادمين الجدد. تصف التقارير الآزتيكية كيفية شعور شعب تينوشتيتلان: «كما لو أن الجميع قد أكل من فطر الذهول... مثل لو أنهم رأوا شيئًا مدهشا. هيمن الذعر على الجميع، كما لو أنه كانت تُنتزع أحشاء الكون... دخل الناس في سبات من الخوف.....»
مع كل ذلك فإن الصداقة الحميمية بين الزعيمين لم تدم لمدّة طويلة. أعجِب الإسبان بمعالم المدينة وأطعمتها الغريبة إلا أنهم شعروا بالرعب اتجاه الطقوس الدينية التي انطوت على تقديم تضحيات بشرية، ولأن أعداد الآزتيك كانت تفوق أعدادهم بكثير، شعر كورتيس بالقلق الشديد من كون مونتزوما يخطّط لتدميره. لذلك قام كورتيس في 16 نوفمبر باحتجاز مونتزوما ووضعه تحت الإقامة الجبرية. تأمّل كورتيس بأن هذه الطريقة ستجعله يحكم عبر الإمبراطور. في الحين الذي كانت فيه سلطة مونتزوما تتضاءل في عيون شعبه، فقد أصبح شعب الآزتيك مستاءً للغاية من مهاجمة الإسبان لدينهم ومن طلباتهم التي لا هوادة فيها بالذهب. اندلعت شرارة المقاومة في إحدى المستوطنات القريبة من البحيرة، والتي حاول كورتيس أن يطفئها بإقامته لحفل رسمي أقسم فيه الإمبراطور بالولاء للملك الإسباني. أيضًا حاول أن يستبدل الأصنام المكسيكية في المعبد الرئيسي بأخرى مسيحية أو على الأقل وضعهم إلى جانب بعضهم البعض. بالإضافة لكل مشاكل كورتيس فقد حلت به مشكلة جديدة بعد إرسال الحاكم الإسباني في كوبا مفرزة لاعتقال كورتيس، إذ أن الأوامر لكورتيس لم تكن بالغزو بل بأن يتاجر ببساطة. الأمر الذي أجبر كورتيس على أن يغادر إلى فيراكروز حتى يجابه هذه المفرزة تاركًا تينوشتيتلان بيد بيدرو دي ألفارادو.
أثناء غياب كورتيس، سجن ألفارادو اثنين من قادة الأزتيك المهمين وقتل العديد غيرهم. اشتعل التوتر عندما أعطى ألفارادو الأمر بإحداث مذبحة خلال احتفال الربيع للإله ويتزيلوبوتشتلي. وعندما عاد كورتيس في يونيو1520 كان الوضع مريعًا. اُغلقت مداخل المدينة وقطع اتصالها مع الخارج. عانى الإسبان المتواجدين خارج المدينة من نقص حاد في مياه الشرب وإمدادات الطعام. حث كورتيس مونتزوما على محاولة تهدئة شعبه عبر التكلم معهم من القصر، لكن قوبل الإمبراطور بعاصفة من الحجارة والسهام التي الحقت به أذية بالغة. توفي مونتزوما بعد وقت قصير، لكن من غير المعروف ما إذا كان قد مات متأثرًا بإصابته أو قد قتله الإسبان بعد أن رأوا عدم حاجتهم له. أدّى موت مونتزوما إلى اضطراب المدينة. حاول الإسبان الهرب خلسةً لكن ألقِي القبض عليهم. أحاطت المئات من القوارب بالمدينة وحاصرتها من كل الجهات.
استعاد الآزتيك مدينتهم بعد طرد رجال كورتيس من المدينة بالأسهم والحجارة. استطاع البعض الهروب خارج المدينة عبر أحد الجسور الطبيعية، في حين أٌجبر البعض الآخر مثل جنود خوان فيلاسكيز على التراجع إلى وسط المدينة حيث ألقي القبض عليهم ومن ثم ضُحي بهم. انخفضت حدة هجوم الأزتيك على الإسبان مع هبوط الليل. استغل كورتيس هذه الفرصة وقام بعبور أحد الجسور الأرضية حتى وصل إلى مكان دُعي بوبوتلا. ما تزال توجد هنا شجرة آوِوِتيه تُدعى «شجرة الليلة الحزينة» لأنه من المفترض أن كورتيس قد بكى في هذا المكان بعد هزيمته. قُتل على الأقل 600 شخص من الإسبان (تذكر بعض التقارير قتل أكثر من 1000 شخص)، كان للذهب الذي حمله الكثير دور في إبطاء هروبهم، أيضًا فُقد الآلاف من التلاكسكالانيين على الأغلب.
في تلاكسكالا، هدّأ كورتيس حلفائه الهنود وأعاد بناء قوته العسكرية. اعتقد الآزتيك أن الإسبان قد رحلوا للأبد. انتخب الآزتيك ملكًا جديدًا دُعي كواوتيموك. كان في منتصف العشرينات وهو ابن عم مونتزما أهويتزوتل، كما كان قائدًا خبيرًا.
قرّر كورتيس بعد إعادة التجمع في تلاكسكالا أن يفرض حصارًا على تينوشتيتلان في شهر مايو 1521. عانت المدينة لمدة ثلاثة أشهر من نقص الطعام والماء بالإضافة إلى انتشار الأمراض التي جلبها الأوربيون معهم. تمركزت قوات كورتيس وحلفائه في جنوب الجزيرة وقاتلوا في طريقهم باتجاه المدينة من شارع إلى شارع ومن منزل إلى منزل. دفع الإسبان بالمدافعين إلى الطرف الشمالي من الجزيرة. اضطر كواوتيموك في نهاية المطاف إلى الاستسلام في أغسطس 1521.